# Гранд-Арми-Плаза (Манхэттен)
Гранд-Арми-Плаза (англ. Grand Army Plaza — площадь Великой Армии) — площадь в Нью-Йорке, США. Расположена на пересечении Пятой авеню и 59-й улицы в части Мидтаун района Манхэттен. Причём 59-я разделяет площадь на две части: северную и южную. Общая территория площади составляет около 0,66 га.
Идею создания площади выдвинул скульптор Карл Биттер в 1898 году. Она должна была служить как мемориал памяти армии Потомака, которая участвовала в гражданской войне. Отсюда и название. Строительство площади было закончено в 1916 году.
В 1990 году площадь реконструировали, потратив 3,7 млн долларов.
Южная часть площади примыкает к отелю «The Plaza Hotel». На ней находится фонтан имени известного американского журналиста Джозефа Пулитцера, который принимал участие в его создании. В центре сооружения находится статуя Помоны с корзиной фруктов.

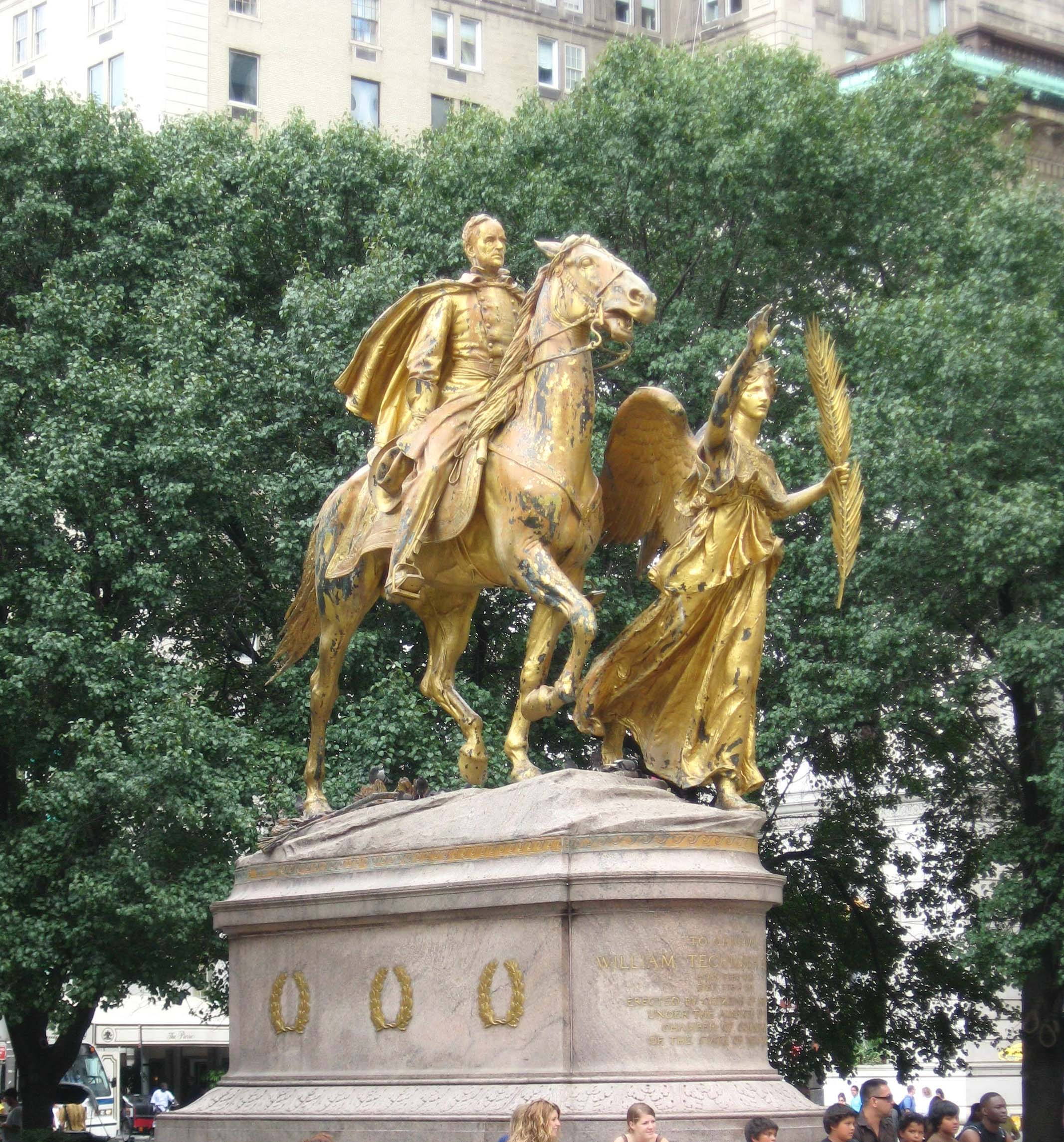
Шерман и Победа

Северная часть фактически расположена на юго-восточном углу Центрального парка и примыкает к небоскребу Sherry-Netherland. Здесь установлена позолоченная статуя Уильяма Шермана. Американский политик и генерал сидит на коне, а впереди него — указывающая путь Победа с пальмовой ветвью в левой руке.